# Kick Ass (We Are Young)
Kick Ass (We Are Young) è un singolo del cantante libanese Mika e del DJ producer svedese RedOne, pubblicato il 2 maggio 2010.
Il brano è stato utilizzato come colonna sonora dell'omonimo film Kick-Ass e pubblicato nella colonna sonora ufficiale intitolata Kick-Ass: Music from the Motion Picture. Si è rivelato un ottimo successo in Italia, in cui ha conquistato la quinta posizione nella classifica dei singoli più venduti, venendo certificato disco di platino dalla FIMI.

## Descrizione
La canzone è stata scritta da Jodi Marr, Mika e RedOne. In un'intervista Mika ha dichiarato: «Non ho mai scritto una canzone per la colonna sonora di un film, e, per farlo, i produttori di questo film, dopo avermi convocato, me l'hanno dapprima mostrato e mi hanno dato tre giorni di tempo per scrivere un brano che l'accompagnasse. Il film era stupendo. Rappresenta tutte le mie più ardite ambizioni e perversioni».

## Accoglienza
Robert Copsey di Digital Spy ha assegnato quattro stelle su cinque al brano, dichiarando che le strofe della canzone «presentano tutti i tipici ingredienti di Mika».

## Tracce
Promo - CD-Single (Polydor - (UMG)
1. Kick Ass - 3:12

## Classifiche
| Classifica (2010) | Posizione raggiunta |
| ----------------- | ------------------- |
| Belgio (Vallonia) | 5                   |
| Belgio (Fiandre)  | 8                   |
| Austria           | 54                  |
| Germania          | 54                  |
| Irlanda           | 7                   |
| Italia            | 5                   |
| Svizzera          | 56                  |
| Regno Unito       | 84                  |
| Repubblica Ceca   | 21                  |